# Андрєєв Аркадій Сергійович
Арка́дій Сергі́йович Андрє́єв (1992—2022) — український військовослужбовець, учасник російсько-української війни.

## Життєпис
Командир стрілецького взводу стрілецької роти, загинув, виконуючи бойове завдання із захисту територіальної цілісності та недоторканності України.
У боях проявив мужність, стійкість, рішучість. Залишився вірним Військовій Присязі й українському народові!